# Tantilla flavilineata
Espèce
Statut de conservation UICN

 EN B1ab(iii) : En danger
Tantilla flavilineata  est une espèce de serpents de la famille des Colubridae.

## Répartition
Cette espèce est endémique de l'État d'Oaxaca au Mexique.

## Publication originale
- Smith & Burger, 1950 : A new snake (Tantilla) from Mexico. Herpetologica, vol. 6, n. 5, p. 117-119.